# Die Appellstruktur der Texte
Die Appellstruktur der Texte. Unbestimmtheit als Wirkungsbedingung literarischer Prosa ist der Titel der 1971 erschienenen, leicht überarbeiteten Antrittsvorlesung des Anglisten Wolfgang Iser am 9. Juni 1969 an der Universität Konstanz.
Iser stellt in diesem rezeptionsästhetischen Grundlagentext die These auf, dass ein literarisches Werk „Leerstellen“ enthalten muss, die jeder Leser individuell füllen kann.

## Thesen
Das erste Problem, das Iser aufzeigt, ist das der Gültigkeit literarischer Interpretationen: Wäre die einmal interpretierte Bedeutung die einzig gültige, bliebe für den Leser nichts mehr übrig. Doch ein Text erwacht erst durch das Lesen zum Leben, die Interaktion zwischen Leser und Text ist also fundamental. Jeder Lesevorgang bedeutet eine Aktualisierung des Textes.
Iser fragt, ob es eine Bedeutung des im Text Dargestellten unabhängig von den verschiedenen Reaktionen der Leser gibt. Doch jede Interpretation ist immer nur eine von mehreren möglichen Realisierungen und kann immer wieder verändert werden. Der Text gewährt einen Spielraum für unterschiedliche Aktualisierungsmöglichkeiten: zu unterschiedlichen Zeiten verstehen unterschiedliche Leser den gleichen Text unterschiedlich.
Je weniger ein Text determiniert ist, desto stärker ist der Leser an seiner Sinnkonstitution beteiligt. Der fiktionale Text entzieht sich der Überprüfung in Bezug auf die Realität. Mangelnde Deckung der Textwirklichkeit mit der dem Leser bekannten Realität erzeugt Unbestimmtheit, die wiederum Adaptierbarkeit des Textes an individuelle Leserdispositionen erlaubt.
Formal entsteht Unbestimmtheit, wenn schematisierte Ansichten über den Textinhalt einen „Zusammenstoß/Schnitt“ erleben. Zwischen den schematisierten Ansichten entsteht eine Leerstelle, die einen Auslegungsspielraum erlaubt und die der Leser füllt, indem er die nicht formulierten Beziehungen zwischen den einzelnen Ansichten herstellt.
Ein geringer Leerstellenbetrag im fiktionalen Text riskiert, den Leser zu langweilen. Durch Leerstellen werden stets Erwartungen geweckt, die nicht vollständig eingelöst werden dürfen. Dem Leser wird damit die Freiheit gewährt, die er braucht, um die Botschaft des Textes zu verarbeiten.
Durch den Erzählerkommentar kann der Autor Leerstellen selbst beseitigen und die Deutung damit vereinheitlichen. Auf diese Weise geschieht die Leserlenkung, die jedoch auch nicht vollständig sein darf. Häufig wird im Text nicht ein Standpunkt durchgehalten, oder es wird das Gegenteil von dem, was gemeint ist, gesagt.
Die Kenntnis dieser Appellstruktur des literarischen Textes erfordert eine Kenntnis der Verfahren literarischer Texte. Als Techniken nennt Iser die Montage-/Segmentiertechnik (hoher Freiheitsgrad) und das Kontrast-/Oppositionsprinzip (starke Vorgabe). Die Leerstellen, die für die Leserlenkung von Bedeutung sind, können auf der Ebene der Narration, der Handlung, der Figuren, der Leserrolle, der Textsyntax, der Textpragmatik sowie der Textsemantik liegen.
Iser bemerkt, dass die Unbestimmtheit in literarischen Texten seit dem 18. Jahrhundert stets angestiegen ist. Zunächst ging es dabei um die Gegenüberstellung zweier konträrer Positionen, die der Leser selbst in Einklang bringen musste. Dann wurden dem Leser eine Vielzahl alternativer Betrachtungsmöglichkeiten präsentiert, zwischen denen er sich entscheiden musste. Die erhöhte Leserbeteiligung zwang den Leser auch, mehr von sich selbst zu zeigen. Eine später folgende Überpräzisierung der Darstellungsraster (z. B. in James Joyce’ Ulysses) erzeugte extrem hohe Unbestimmtheitsgrade und zwang den Leser zu eigener Konsistenzbildung.
Moderne Texte haben keine repräsentative Bedeutung. Sie geben dem Leser die Chance, durch eigene Reflexion einen eigenen Sinn zu konstituieren. Dabei darf eine gewisse Toleranzgrenze nicht überschritten werden, um nicht die Tendenz zu eindeutiger Bedeutungszuweisung zu provozieren.
Der Unbestimmtheitsbetrag ist das wichtigste Umschaltelement zwischen Text und Leser. Der Leser ist im literarischen Text immer schon mitgedacht. Die Intention des Textes ist nicht ausformuliert, sondern befindet sich in der Vorstellungskraft des Lesers. Die Möglichkeit zur ständigen Aktualisierung durch den Leser lässt einen literarischen Text geschichtsresistent (klassisch) werden. Lesen ist nicht nur eine Erfahrung mit dem Text, sondern auch mit uns selbst. Deshalb sind fiktionale Texte der Lebenspraxis immer ein Stück voraus.